# Coruncanius fascialis
Coruncanius fascialis är en insektsart som beskrevs av William Lucas Distant 1916. Coruncanius fascialis ingår i släktet Coruncanius och familjen sköldstritar. Inga underarter finns listade i Catalogue of Life.